# Licneremaeus embeyisztini
Licneremaeus embeyisztini är en kvalsterart som beskrevs av Sandór Mahunka 1980. Licneremaeus embeyisztini ingår i släktet Licneremaeus och familjen Licneremaeidae. Inga underarter finns listade i Catalogue of Life.